# 외상초음파
외상초음파(Focused Assessment with Sonography in Trauma, FAST)는 병상에서 시행할 수 있는 응급 초음파 검사이다. FAST 검사를 통하여 심장 주변부 출혈(심장막 삼출)이나 복부 출혈(복막 삼출, 혈복강) 등을 보다 빠르게 평가할 수 있으며, 이를 통해 외상환자의 초기 평가에 도움을 줄 수 있다.

## 같이 보기
- 의료 초음파